# Пасифик Гроув (Калифорнија)
Пасифик Гроув (енгл. Pacific Grove) град је у америчкој савезној држави Калифорнија. По попису становништва из 2010. у њему је живело 15.041 становника.

## Демографија
Према попису становништва из 2010. у граду је живело 15.041 становника, што је 481 (3,1%) становника мање него 2000. године.
| Група             | 2000.          | 2010.          |
| Белци             | 12.957 (83,5%) | 11.767 (78,2%) |
| Афроамериканци    | 177 (1,1%)     | 199 (1,3%)     |
| Азијати           | 698 (4,5%)     | 872 (5,8%)     |
| Хиспаноамериканци | 1.108 (7,1%)   | 1.615 (10,7%)  |
| Укупно            | 15.522         | 15.041         |